# RdRand
 (mars 2023).
Si vous disposez d'ouvrages ou d'articles de référence ou si vous connaissez des sites web de qualité traitant du thème abordé ici, merci de compléter l'article en donnant les références utiles à sa vérifiabilité et en les liant à la section « Notes et références ».
RdRand (ou RDRAND) est une instruction pour renvoyer les nombres aléatoires d'un générateur de nombres aléatoires intégré.  Elle est disponible sur la famille de microprocesseurs Ivy Bridge, et est un élément du jeu d'instructions x86. Le générateur de nombres aléatoires se conforme à des normes de sécurité et cryptographie comme NIST SP800-90, FIPS 140-2, and ANSI X9.82.